# Ville de Yarra
Pour les articles homonymes, voir Yarra.

La ville de Yarra (anglais : City of Yarra) est une zone d'administration locale (en anglais : local government area ou LGA) à l'est du centre-ville de Melbourne, dans l'État de Victoria en Australie.
Cette zone a été créée le 15 décembre 1994 par la fusion des « villes » (zones administratives) de Richmond, Collingwood, Fitzroy et d'une partie de Carlton North et de Northcote.

## Quartiers
La ville comprend les quartiers de :
- Abbotsford
- Alphington (partagée avec la ville de Darebin)
- Burnley
- Carlton Nord (partagée avec la ville de Melbourne)
- Clifton Hill
- Collingwood
- Cremorne
- Fairfield (partagée avec la ville de Darebin)
- Fitzroy
- Fitzroy Nord
- Princes Hill
- Richmond

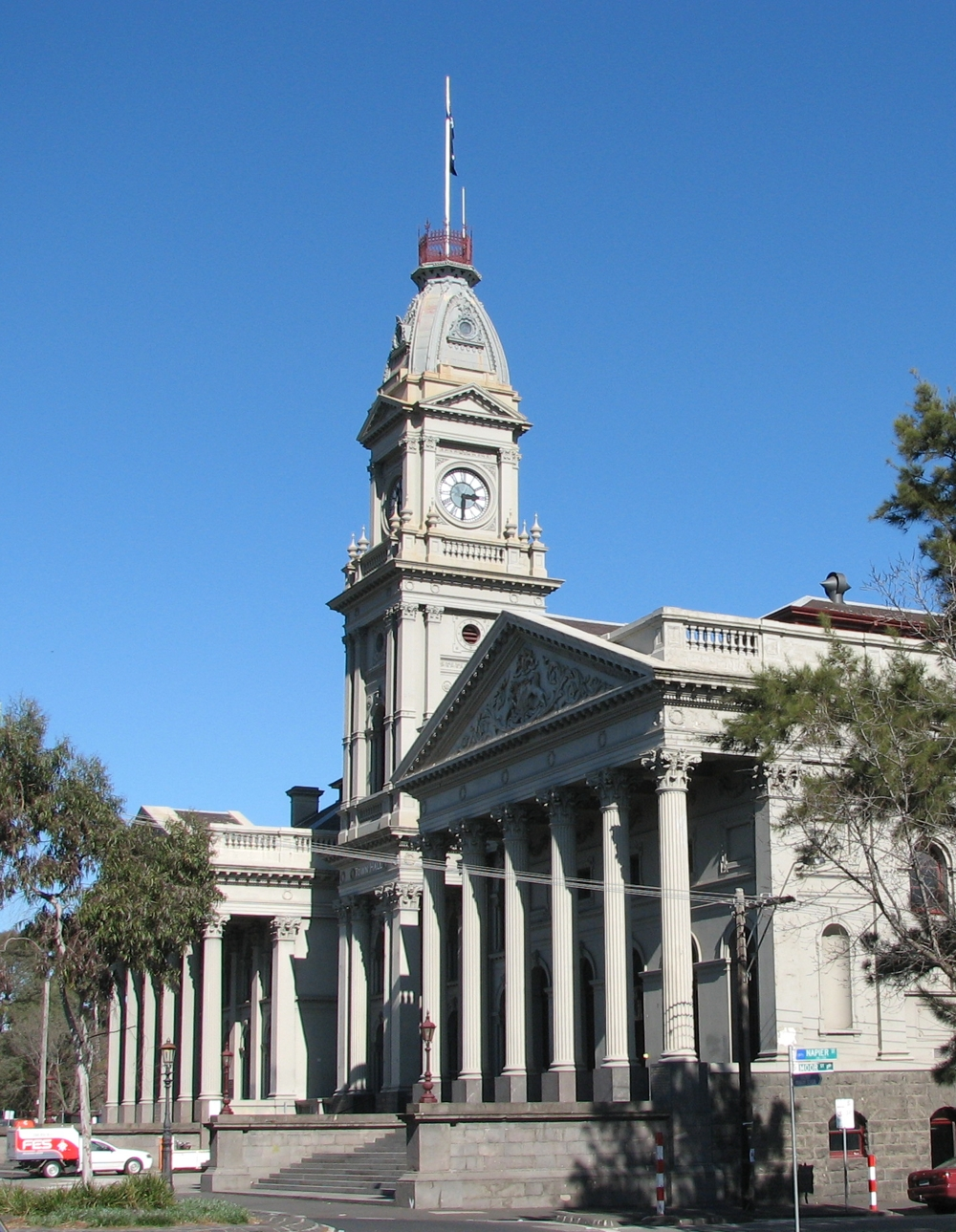
Ancien hôtel de ville de Fitzroy, devenu bibliothèque et espace de réunions.
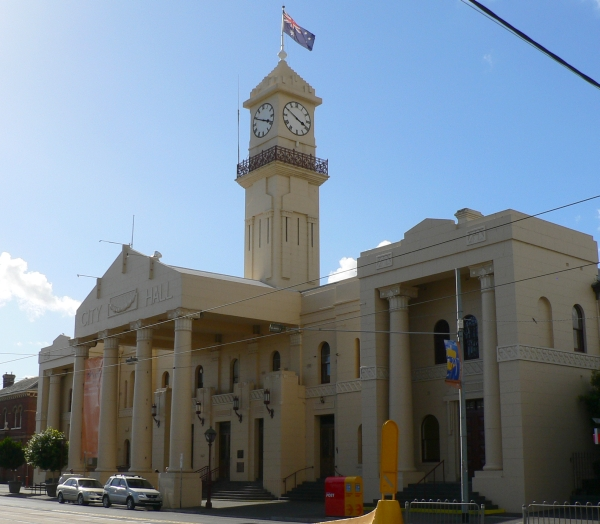
Richmond Town Hall, centre administratif de la ville de Yarra.
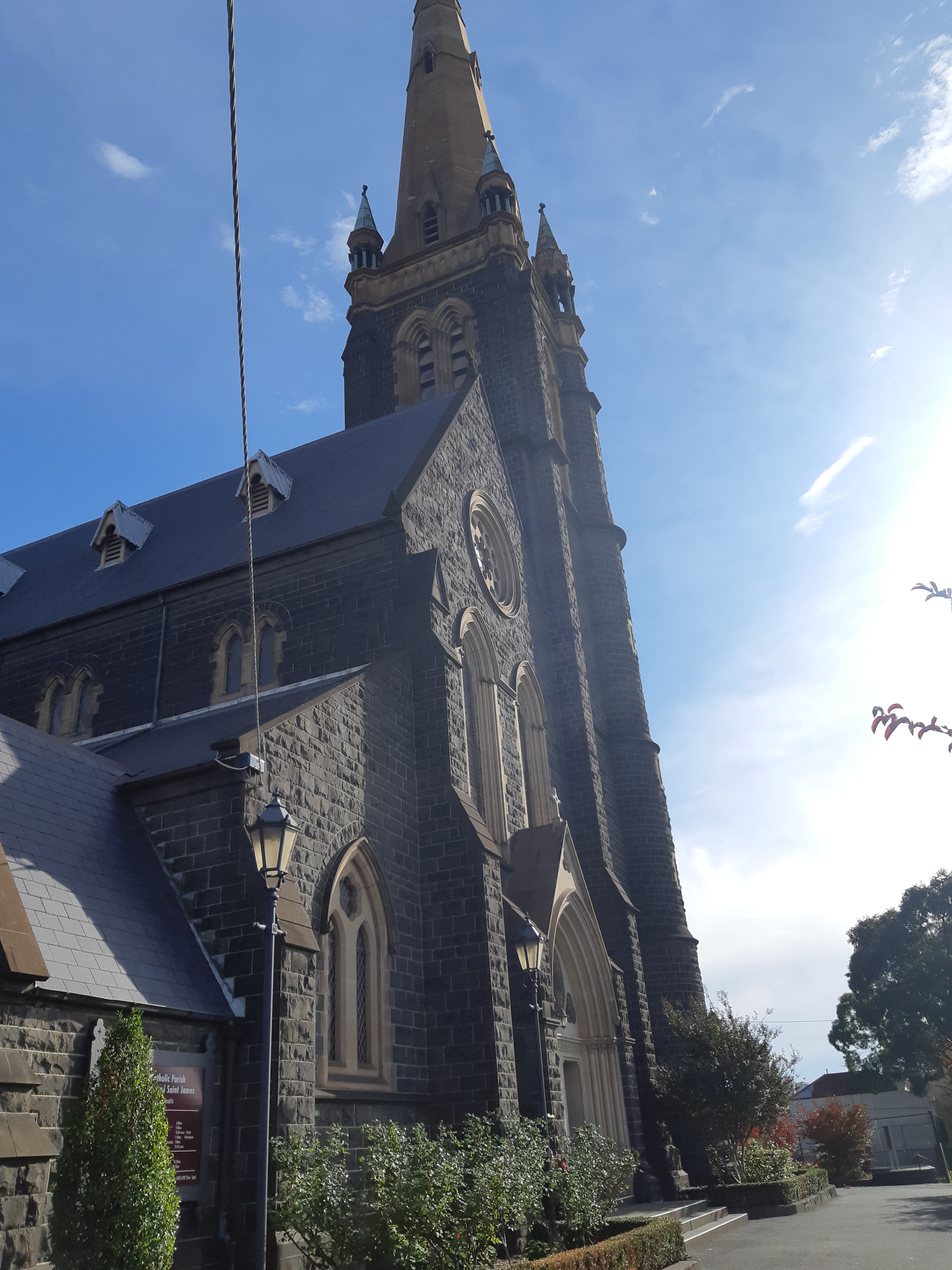
Église Saint-Ignace de Richmond.

## Administration
La ville de Yarra est administrée par un conseil de neuf membres, élus au scrutin proportionnel dans trois circonscriptions (wards) qui désignent chacune trois membres. Ces trois circonscriptions se nomment :
- Nicholls Ward
- Langridge Ward
- Melba Ward

Les conseillers élisent ensuite au sein du conseil, un maire. Les maires qui se sont succédé à Yarra sont indiqués dans le tableau ci-après :
| #  | Maire                          | Mandat      |
| -- | ------------------------------ | ----------- |
| 1  | John Sawyer (Labor)            | 1996–1997   |
| 2  | Linda Hoskins (Labor)          | 1997–1998   |
| 3  | John Phillips (Labor)          | 1998–1999   |
| 4  | Steve Watson (Labor)           | 1999–2000   |
| 5  | John Phillips (Labor)          | 2000–2001   |
| 6  | Sue Corby (Labor)              | 2001–2003   |
| 7  | Greg Barber (Greens)           | 2003–2004   |
| 8  | Kay Meadows (Labor)            | 2004–2005   |
| 8  | Kay Meadows (Labor)            | 2004–2005   |
| 9  | Jackie Fristacky (Independent) | 2005–2006   |
| 10 | Jenny Farrar (Greens)          | 2006–2007   |
| 11 | Judy Morton (Independent)      | 2007–2008   |
| 12 | Amanda Stone (Greens)          | 2008–2009   |
| 13 | Jane Garrett (Labor)           | 2009–2010   |
| 14 | Alison Clarke (Greens)         | 2010–2011   |
| 15 | Geoff Barbour (Labor)          | 2011–2012   |
| 16 | Jackie Fristacky (Independent) | 2012–actuel |